# Ramón Tamames
Ramón Tamames Gómez (Madrid, 1 de noviembre de 1933) es un economista, historiador y político español. Durante varias legislaturas fue diputado en el Congreso de los Diputados, posición que simultaneó con la de concejal en el Ayuntamiento de Madrid. Autor de un amplio conjunto de trabajos sobre economía e historia, también ha colaborado con numerosas publicaciones periódicas y medios de comunicación. Protagonizó la moción de censura de Vox a Pedro Sánchez en 2023.

## Biografía

### Formación y primeros años
Nació en Madrid el 1 de noviembre de 1933, en el seno de una familia de clase media. Era hijo de Manuel Tamames, doctor en Medicina y Cirugía —así como profesor de Anatomía— y de Carmen Gómez. Tuvo cuatro hermanos. Cursó estudios secundarios en la sección española del Liceo Francés de Madrid. Inició sus estudios universitarios en el año 1950 matriculándose en medicina en la Universidad de Madrid, si bien no concluyó su primer año de licenciatura. Al año siguiente se matriculó en la facultad de Derecho de Madrid y, algún tiempo después, lo haría en la facultad de Ciencias Políticas, Económicas y Comerciales. Entre 1953 y 1955 fue becario del Instituto de Estudios Políticos. Años después ampliaría su formación en la London School of Economics.
Técnico comercial del Estado desde 1957, por oposición (en excedencia voluntaria desde 1969), es catedrático de Estructura Económica desde 1968; primero en Málaga, Facultad de Ciencias Económicas y Empresariales —dependiente en ese momento de la Universidad de Granada— y desde 1975 de la Universidad Autónoma de Madrid. En marzo de 1992 fue designado catedrático Jean Monnet por la Comunidad Europea.

### Trayectoria política
Coincidiendo con su etapa universitaria, durante la década de 1950 fue activista estudiantil en compañía de figuras como Enrique Múgica, Javier Pradera, Gabriel Elorriaga o José María Ruiz Gallardón. Estuvo involucrado en las actividades que desembocaron en los llamados sucesos de 1956, a resultas de los cuales fue detenido por la policía franquista y pasó una temporada en la cárcel de Carabanchel. A partir de este hecho, ese mismo año ingresó en el entonces clandestino Partido Comunista de España (PCE), donde formaría parte del grupo de los «intelectuales». Tras una etapa «durmiente», regresó a la militancia activa comunista poco antes de la muerte de Franco, convirtiéndose en miembro del Comité Ejecutivo del PCE para 1976. Tamames fue también uno de los portavoces de la denominada Coordinación Democrática, organismo unitario de oposición que agrupaba a diversas fuerzas políticas.
Concurrió a las elecciones generales de 1977 en las listas del PCE por la circunscripción de Madrid, obteniendo el acta de diputado en el Congreso; revalidaría su escaño en los comicios de 1979. Durante la legislatura constituyente Tamames llegó a intervenir en la negociación de los Pactos de la Moncloa, un conjunto de acuerdos que buscaba asegurar la paz social en un contexto azotado por la crisis económica y la conflictividad laboral. En los comicios municipales de 1979 resultó elegido concejal del Ayuntamiento de Madrid en la lista del PCE. Como resultado del acuerdo entre PSOE y PCE que hizo alcalde a Enrique Tierno Galván, Tamames se convirtió en el primer teniente de alcalde de la capital. 
En mayo de 1981 abandonó el PCE por discrepancias con el dirigente Santiago Carrillo, en medio de una fuerte crisis interna del partido. Se mantuvo como diputado en el Congreso hasta agosto de 1982, cuando se disolvieron las Cortes. En diciembre de 1984 fundó un nuevo partido, la Federación Progresista, formación de corte ecosocialista con la cual Tamames participaría dos años más tarde en la constitución de la federación Izquierda Unida (IU). En ese período también participó activamente en el movimiento contrario a la permanencia de España en la OTAN. En las elecciones generales de 1986 concurrió dentro de las listas de Izquierda Unida y obtuvo el acta de diputado por la circunscripción de Madrid. Así mismo, en las elecciones municipales de 1987 fue cabeza de lista por IU al Ayuntamiento de Madrid.  
En junio de 1989 apoyó la moción de censura contra el alcalde socialista Juan Barranco para apoyar al candidato de la oposición, el centrista Agustín Rodríguez Sahagún. Convertido en un tránsfuga, Tamames abandonó la dirección de IU e ingresó en el Centro Democrático y Social (CDS), partido que abandonaría poco después de celebrarse las elecciones generales de 1989. Dejó la política para dedicarse a los negocios.

### Trayectoria profesional
Compaginando su profesión de economista con la de historiador, tiene en su haber la publicación de varias decenas de libros que versan sobre economía e historia de España, política, finanzas, etc. Es autor de obras como Estructura económica de España (1960), Los monopolios en España (1967), La República. La era de Franco (1973), Diccionario de economía y finanzas (1988), La Unión Europea y el Euro (1997) o El siglo de China (2007).
Así mismo, ha sido colaborador de publicaciones como Triunfo, Cuadernos para el diálogo, El País, Madrid, Diario 16, ABC o El Mundo, entre otras. En 1982 pasó a ser director del primer Anuario de la prensa española, del periódico El País; y en 1993, del Anuario El Mundo hasta 2003. Durante años, hasta 1998, fue colaborador de Antonio Herrero en la radio, primero en Antena 3, y ulteriormente en la cadena COPE. También fue colaborador habitual de Punto Radio (programa “Protagonistas”, que dirigió Luis del Olmo), del diario electrónico estrelladigital.es, y de la revista Leer; y analista de Diario de la noche de Telemadrid, de Veo TV, y de Radio Inter.
El 12 de junio de 2012 fue elegido miembro de número de la Real Academia de Ciencias Morales y Políticas. En el año 2013 se incorporó al Patronato de Honor de la Fundación «Madrid, Centro Mundial de Ingeniería» (MCMI).

### Moción de censura

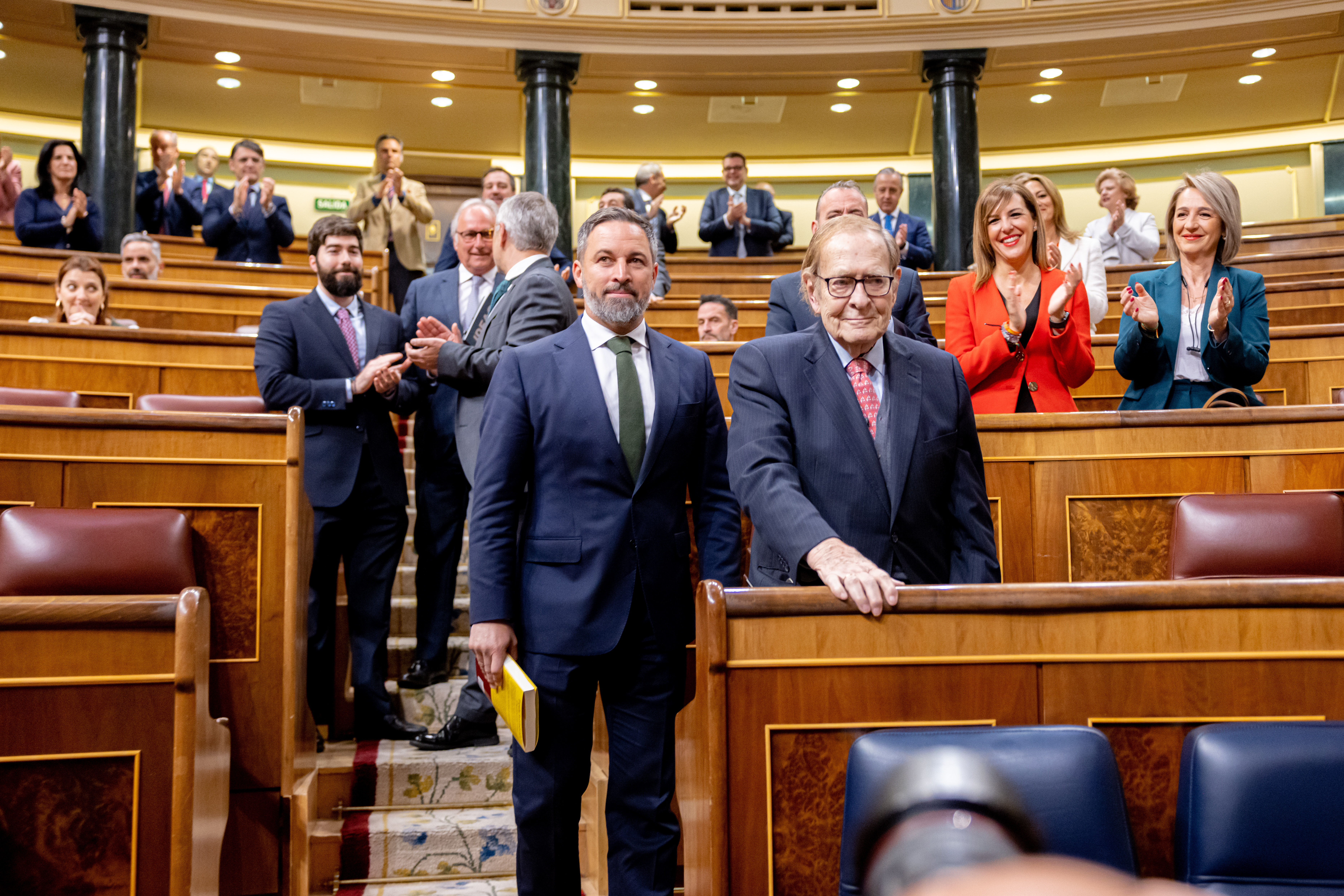
Santiago Abascal y Tamames durante la moción de censura.

El 3 de febrero de 2023 Tamames hizo público a Europa Press que estaría dispuesto a encabezar una moción de censura contra el presidente del Gobierno, Pedro Sánchez, propuesta por el partido Vox. Finalmente, el 22 de febrero de ese mismo año, Vox anunció que Tamames sería el candidato de dicha moción de censura, que se celebró los días 21 y 22 de marzo de 2023. La moción fue rechazada por 201 votos en contra, 53 a favor y 91 abstenciones. Consiguió una audiencia televisiva que superó las cifras máximas obtenidas sólo con grandes partidos de fútbol, con casi 9 millones de telespectadores el primer día.

## Semblanza y pensamiento

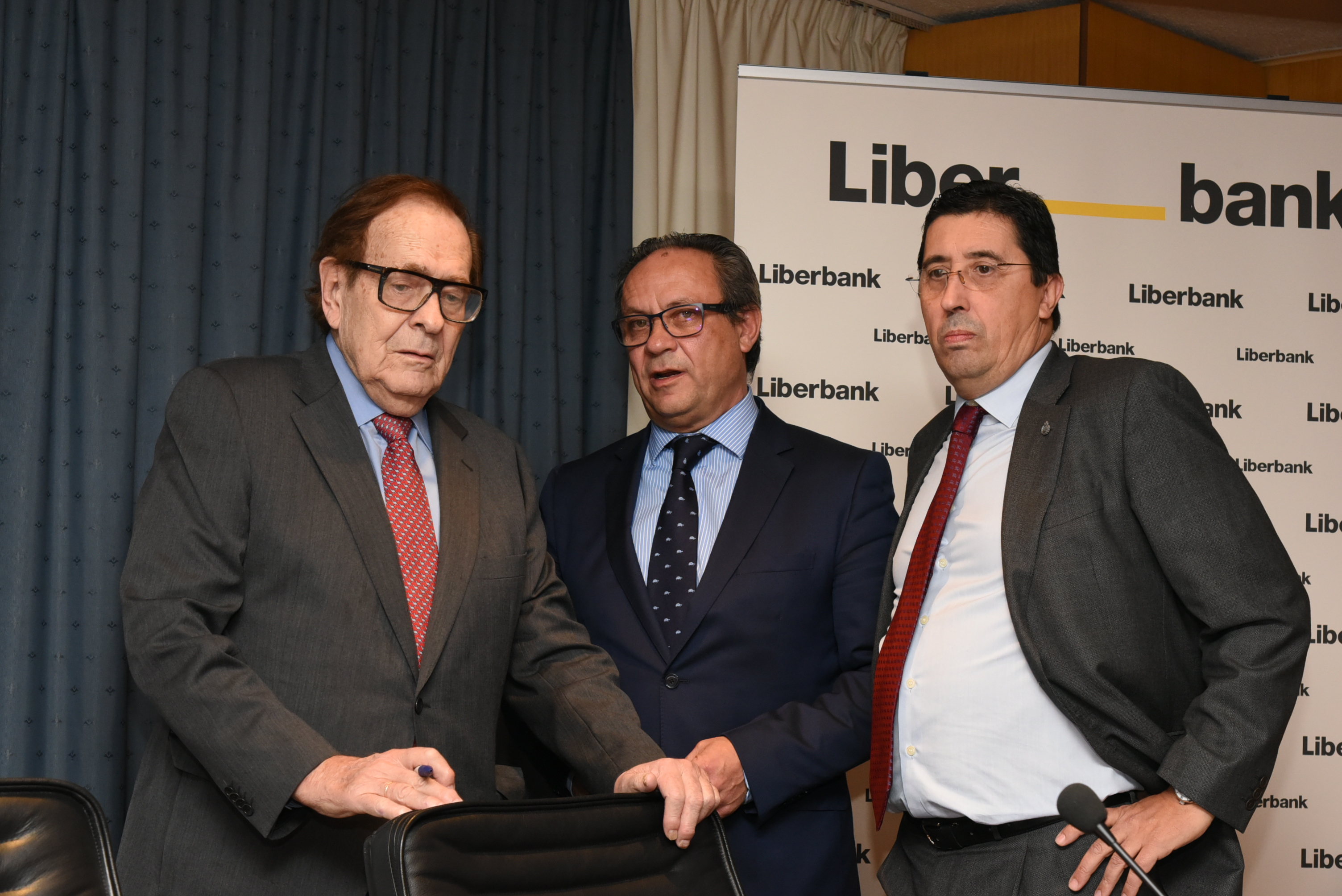
Ramón Tamames (izq.) junto a Juan Alfonso Ruiz Molina durante la clausura del Acto institucional del Día del Economista en noviembre de 2015.

Sobre su militancia en el Partido Comunista de España, Tamames ha llegado a comentar que estuvo en el partido «porque había que promover una constitución democrática [...] pero no estaba por el marxismo-leninismo». En su opinión, «ser del PCE no es un antecedente negativo». Con el paso del tiempo ha evolucionado hacia posiciones más conservadoras en materia económica, según declaró en una entrevista que concedió en 2013. A este respecto señalaría que «[...] he descubierto que el capitalismo es un gato de siete vidas que parece aguantarlo todo».

## Vida personal
Durante su infancia, su abuelo paterno, Clemente, entretenía a sus nietos leyéndoles El Quijote. Ahí empezó su pasión por la lectura. El suicidio de su madre —cuando Ramón tenía 7 años— fue una ausencia presente a lo largo de toda su vida. Su padre se desvivió por ellos y les dio una vasta cultura. En su casa familiar se dedicaban a pintar, escuchar música y leer. En 1960 conoció a la que sería su mujer, Carmen Prieto-Castro. El matrimonio tuvo tres hijos: Alicia (1961), Laura (1962) y Moncho (1968-2024).

## Distinciones y premios
- 1993 Premio Espasa de Ensayo por La España alternativa.[34]
- 1997 Premio Rey Jaime I de Economía.[35][36]
- 1997 Premio Castilla y León a la Protección del Medioambiente.
- 2003 Premio Nacional de Economía y Medio Ambiente.
- 2022 Medalla de la Asociación de Técnicos Comerciales y Economistas del Estado (ATCEE).

## Obras
- Formación y desarrollo del Mercado Común Europeo. Iber-Amer, 1965.[37]
- Los centros de gravedad de la economía española. Editorial Guadiana, 1968.[38]
- La República. La era de Franco. Madrid: Alianza Universidad, 1973 (Historia de España Alfaguara, vol. VII).[18]
- La polémica sobre los límites del crecimiento. Madrid: Alianza Editorial, 1974. ISBN 84-206-1519-6
- Un proyecto de democracia para el futuro de España. Madrid: Editorial Cuadernos para el Diálogo, 1975. ISBN 84-229-0180-3
- Historia de Elio. Barcelona: Editorial Planeta, 1976.[39]
- El socialismo inevitable. Barcelona: Editorial Planeta, 1978.
- Una idea de España, ayer, hoy y mañana. Barcelona: Plaza y Janés, 1985.[40]
- La Unión Europea / Ramón Tamames y Mónica López Fernández. Madrid: Alianza Editorial, 2002. ISBN 84-206-8619-X; 978-84-206-8619-6
- Estructura económica internacional / Ramón Tamames (Begoña González Huerta, coautora). Madrid: Alianza Editorial, 2003. ISBN 84-206-3906-0; 978-84-206-3906-2
- Introducción a la economía española / Ramón Tamames y Antonio Rueda. Madrid: Alianza Editorial, 2005. ISBN 84-206-5835-9; 978-84-206-5835-3
- Estructura económica de España / Ramón Tamames (Antonio Rueda, coautor. Madrid: Alianza Editorial, 2005. ISBN 84-206-8712-X; 978-84-206-8712-4[b]
- Diccionario de economía y finanzas. Ramón Tamames y Santiago Gallego. Madrid: Alianza Editorial, 2006. ISBN 84-206-4863-9; 978-84-206-4863-7
- El siglo de China. De Mao a primera potencia mundial. Planeta, 2007. ISBN 84-080-7887-X; 978-84-080-7887-6[41][42]
- Ni Mussolini ni Franco: la dictadura de Primo de Rivera y su tiempo. Editorial Planeta, 2008. ISBN 978-84-08-07707-7[43]
- Para salir de la crisis global: Análisis y soluciones. Editorial Edaf. 2009. ISBN 978-84-414-2139-4.
- La crisis económica: cómo llegó y cómo salir de ella. Edita expansión. 2009. ISBN 978-84-96878-77-8
- ¿Cuándo y cómo acabará la crisis? Tractatus Logicus Economicus. Ediciones Turpial. 2011. ISBN 978-84-95157-36-2
- España, un proyecto de país: La crisis de la deuda soberana en la Eurozona. Ediciones Turpial. 2012. ISBN 978-84-95157-41-6
- Más que unas memorias, 2013.[44]
- ¿A dónde vas Cataluña? Cómo salir del laberinto independentista. Barcelona: Península, 2014.[45]
- Buscando a Dios en el universo. Una cosmovisión sobre el sentido de la vida. Villafranca del Penedés: Erasmus Ediciones, 2018. ISBN 978-84-15462-59-0[46]
- Hernán Cortés, gigante de la historia. Prólogo de Josep Borrell. Villafranca del Penedés: Erasmus Ediciones, 2019. ISBN 978-84-154-6264-4[47]
- La mitad del mundo que fue de España. Una historia verdadera, casi increíble. Barcelona: Espasa, 2021. ISBN 978-84-670-6220-5